# アデリーナ・パッティ
アデリーナ・パッティ（Adelina Patti, 1843年2月19日 - 1919年9月27日）は、19世紀に非常に高い評価を得ていたソプラノ・オペラ歌手。キャリアの絶頂期には、ヨーロッパやアメリカの音楽の中心地における活動で巨額の富を築いた。彼女が初めて公に歌を披露したのはまだ幼かった1851年であり、聴衆の前での最期の公演は1914年であった。同時代のジェニー・リンドやテレーズ・ティーチェンスなどとともに、パッティは史上最も有名なソプラノ歌手であり続けている。それは彼女の純粋で美しい叙情的な声質と、それに似合わぬ卓越したベルカントの技巧によるものである。
作曲家のジュゼッペ・ヴェルディは1877年に、パッティについておそらくかつてないほど優れた歌い手であり、「途方もない芸術家」であると記している。ヴェルディのパッティの才能に対する称賛は、同時代の多くの音楽批評家や社会評論家にも共通する意見であった。

## 生涯
パッティはアデーラ・フアナ・マリア・パッティ（Adela Juana Maria Patti）として、マドリードに生まれた。テノールのサルヴァトーレ・パッティ（Salvatore- 1800年 - 1869年）とソプラノのカテリーナ・バリッリ（Caterina Barilli 1870年没）の間の末っ子であった。イタリア人であった両親は、彼女が生まれた時にスペインで働いていたのである。父がシチリア島出身であったため、パッティの国籍は両シチリア王国であった。後に彼女は最初と2人目の夫がフランス人であったという理由で、フランスのパスポートを携帯することになる。
彼女の姉のアマリア（Amalia）とカルロッタも歌手であった。女優のエフィ・ガーモンと結婚した兄のカルロ（Carlo）はヴァイオリニストだった。パッティはアメリカ、ニューヨークのブロンクス区、ウェイクフィールドで育った。そこには現在も一家の住んだ家が残る。パッティは幼い頃からプロとして歌っており、完璧に均質の取れた声域と驚くほど温かく滑らかな声質のコロラトゥーラソプラノへと成長を遂げた。彼女の歌唱技術の多くは、音楽家、興行主であった義理の兄のモーリス・ストラコシュから学んだものであると考えられている。しかしパッティ自身は後年、自尊心の高い多くの他の歌手と同様、自分が完全に独学であると主張していた。

### 歌手としての成長
パッティがオペラデビューを果たしたのは、彼女が16歳の1859年11月24日、ニューヨークの音楽アカデミーにおけるドニゼッティの「ランメルモールのルチア」のタイトルロールであった。1860年8月24日には、モントリオールでウェールズ公の臨席という名誉の下、エマ・アルバーニと共にシャルル・サバティエールのカンタータでソリストを務めている。18歳になった1861年には、ロンドンのロイヤル・オペラ・ハウスに招かれ、ベッリーニの「夢遊病の女」のアミーナ役に抜擢された。このシーズンのロイヤル・オペラ・ハウスでの成功により、パッティはクラパムに家を購入し、さらにロンドンを拠点に大陸へと進出、続く数年間にはパリやウィーンにおいてアミーナ役で同じような成功を収めることとなった。
1862年のアメリカツアーの途中、パッティはホワイトハウスにおいて当時の大統領リンカーンとその妻メアリーのためにジョン・ハワード・ペイン作詞の「埴生の宿」を歌った。リンカーン夫妻は同年11歳で腸チフスにより命を落とした息子のウィリアムへの悲しみに暮れており、感動で涙を流した2人はその歌のアンコールを頼んだ。このことがあってから「埴生の宿」はパッティの持ち歌のようになり、彼女は何度もリサイタルや演奏会の最後にこの曲をアンコールで歌うことになった。

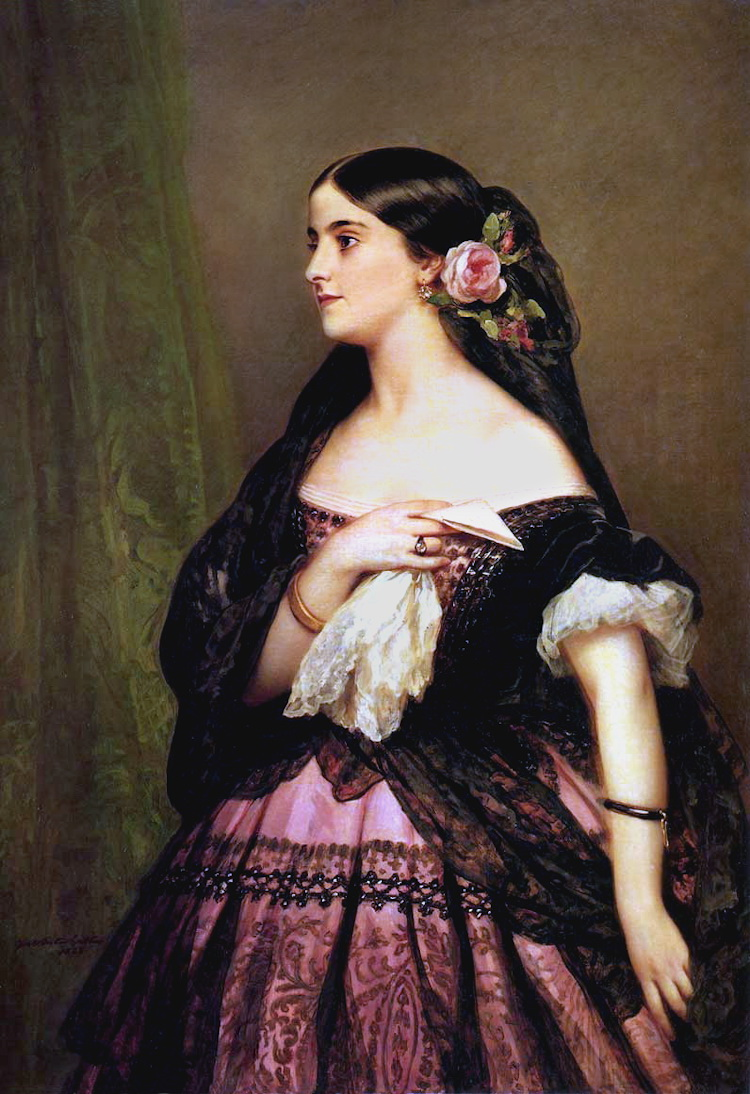
肖像画 （1862年）
フランツ・ヴィンターハルター作

パッティのキャリアは成功に継ぐ成功であった。彼女が歌って回ったのはイギリスやアメリカに留まらず、ヨーロッパの中心から遠くはロシア、南アメリカにまで至り、どこへ行っても聴衆は半狂乱となり批評家は最上級の賛辞を贈った。若い彼女の可愛らしい容姿はステージ栄えし、これも彼女の知名度に貢献した。
1860年代のパッティは甘美で鳥のさえずりのように清らかな高音、そして素晴らしい柔軟性を持ち合わせており、ツェルリーナ、ルチア、アミーナなどの役に理想的に合致していた。一方、ヴェルディが1878年に記したところによると、成長してからの彼女の声は低音も完璧で美しく、それによってより一層の興行的成功を勝ち得たという。しかしながら、パッティはオペラ、コンサートのキャリア終盤には保守的な歌手へと転じた。彼女は年月が経ち成熟した自分の声に何が一番適しているかを心得ており、そこにこだわったのである。それが典型的に見られたのが1890年代の彼女のリサイタルのプログラムである。その頃の彼女は技術的な難度の高すぎない、当時親しまれていた時に感傷的な大衆歌謡曲を取り上げており、それらは彼女を崇拝するファンに実に効果的に訴えかけたのである。
しかし円熟期で絶頂にあった1870年代、80年代のパッティはより積極性を持った歌い手であり、深い感情を集めて表出させることが求められるような、情感豊かな役柄によく合う女優であった。「リゴレット」のジルダ、「イル・トロヴァトーレ」のレオノーラ、「セミラーミデ」の主役、「ドン・ジョヴァンニ」のツェルリーナ、「椿姫」のヴィオレッタなどの役がそれにあたる。また彼女は非常に劇的なオペラ、「アフリカの女」や「ユグノー教徒」、「アイーダ」の役にすら挑める用意があった。しかしながら、彼女は1度もヴェリズモ・オペラで歌おうとはしなかった。それらは彼女のキャリアも終わろうとしていた、19世紀の最後の10年になってやっと人気が出てきたのである。
何年も前にパッティはパリで、イタリア歌唱の価値をゆるぎないものに高めたベルカント・オペラの作曲家ロッシーニとの愉快な出会いを経験していた。これは彼女の指導に当たっていたストラコシュが、1860年代に社交の場で彼女をロッシーニに紹介していたことに関係する。彼女はロッシーニの「セビリアの理髪師」の『ある声が今しがた』を、ソプラノの声がよりよく聞こえるようストラコシュが加えた装飾音付きで歌うことで知れ渡っていた。「それは誰の作品なのかね」とロッシーニが刺々しく質問した。ストラコシュは「どうされました、マエストロ。あなたの作品ですよ。」と答えた。ロッシーニはこう返した。「いや、これは私が作曲したものではない。ストラコッシュネリー（Strakoschonnerie）だ。」（Cochonnerieは強いフランス語の慣用句で「ゴミ」、そして「ブタにちょうどいい、もしくはブタそのものの」という意味となる。）

### 商才と引退
全盛期のパッティは演奏会を始める前に、一晩で5,000ドルの報酬を金貨で要求した。彼女の契約では、公演のポスターの中で彼女の名前は一番上に、しかも他の共演者の名前よりも大きく印刷せねばならないことになっていた。さらに契約は、彼女は「どのリハーサルに参加するのも自由にできる」一方で「どれに参加を強制されることもない」と取り決められていた。
名高いオペラ興行者のメイプルソン"大佐"は、彼の自叙伝の中でパッティの頑固な性格と鋭いビジネスのセンスについて回想している。それによると彼女はオウムを一羽飼っており、訓練を受けたその鳥はメイプルソンが彼女の部屋に入るといつも甲高い声で"CASH! CASH!"と鳴いていたという。パッティは富と名声を誇示するような装飾を身につけるのを楽しんでいたが、稼ぎを浪費するようなことはなかった。特に、最初の結婚が失敗に終わり財産の大半を失った（下記参照）後は資産を大切にしていた。彼女は資金の多くを賢く投資するなどして運用していた。極貧のうちにこの世を去ったテノールのスター歌手ジョバンニ・マリオのような浪費家だったかつての仲間とは異なり、彼女は贅沢な環境の中でも自分の生活を貫き通したのである。

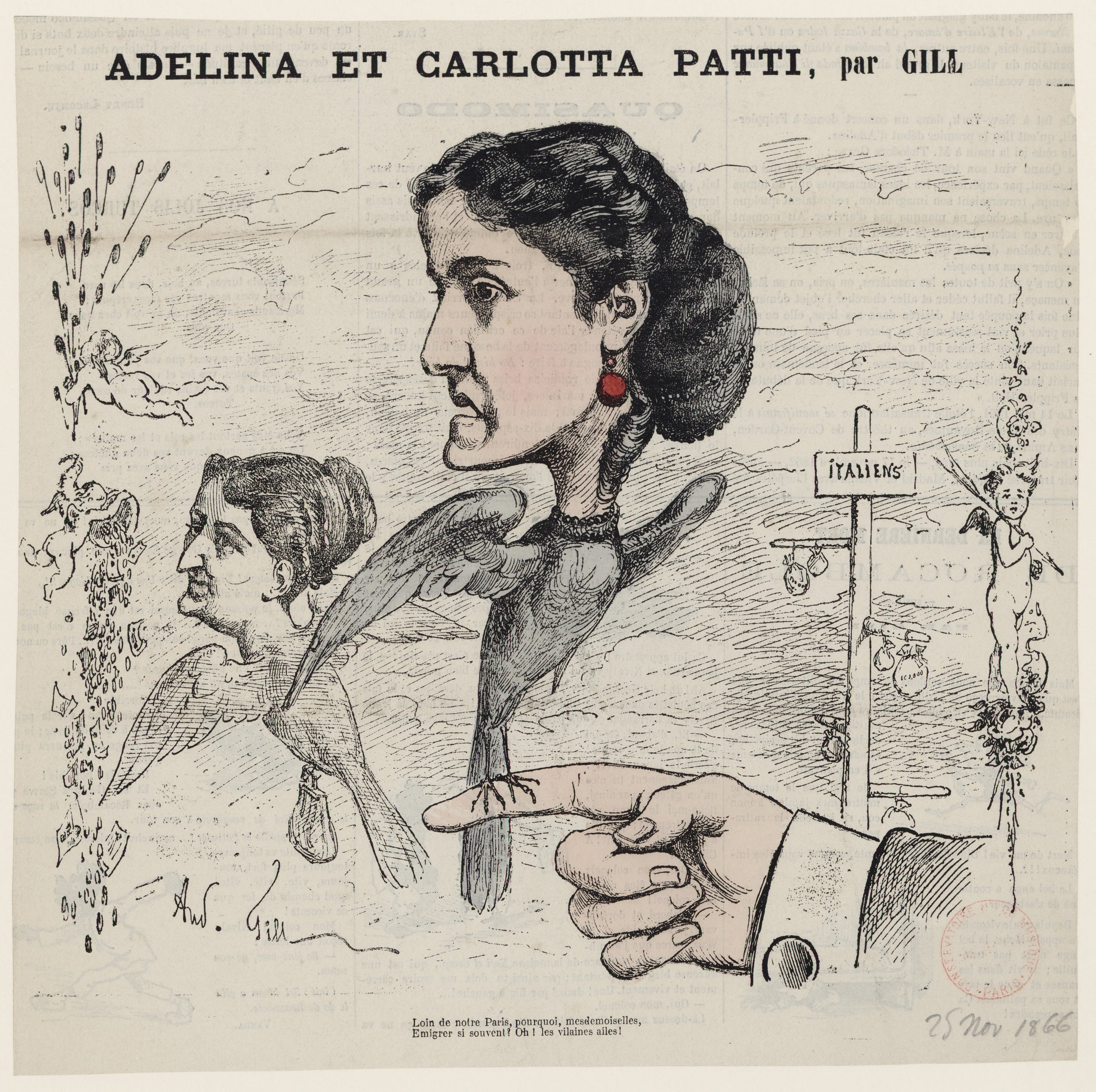
フランスの風刺画家アンドレ・ジルの描いたパッティ

1893年、パッティはボストンにおいてエミリオ・ピッツィの現在では忘れられたオペラの初演で、タイトルロールのガブリエーラ（Gabriella）を演じた。このオペラは彼女がピッツィに委嘱した作品であった。
10年後、彼女はアメリカでの最後のツアー公演を行う。しかしながら、これは彼女の年齢による声の衰え、衣装、そして涙のために、批評的にも、財政的にも、個人的にも失敗に終わった。この時以降、彼女はそこかしこで時おり行われる演奏会に出演したり、彼女が感銘を受けた邸宅であるウェールズの夜岩城に、自らこしらえた小さな劇場で私的に歌うなどしたりするだけにとどめた。1914年10月、第一次世界大戦の犠牲者を援助するために開催されたロンドンのロイヤル・アルバート・ホールでの赤十字社のコンサートに参加したのが、彼女が公で歌った最後の機会となった。彼女はさらに生きて大戦の終結を見届けた後、1919年に老衰で帰らぬ人となった。

## 録音
パッティは歌曲やオペラのアリアなど、30以上のレコード録音を遺している（一部には重複するものもある）。話し声の録音も一点あり、これは3番目の夫に自分の形見として取っておいてもらおうと考え、1905年から1906年にウェールズの自宅で録られた新年のお祝いである。これらの録音がなされた時期には、1859年からずっと続いてきた多忙なオペラの仕事により、60代であった彼女の声は絶頂期をとうに過ぎていた。
にもかかわらず、彼女の透き通った声の音色とレガートの滑らかな旋律線はまたとない印象を与えるものであり、それらがブレスの制御の衰えをある程度補っている。またその録音からは驚くべき強靭さを持った胸声と柔らかな音色とともに、生き生きと歌う彼女の人となりもうかがい知れる。彼女のトリルは素晴らしい流麗さと正確性と維持しており、発声法は卓越したものである。全体を通して、彼女の録音は絶頂期には一晩で5,000ドルを稼ぎ出したという彼女の魅力と音楽性を現代に伝えている。
パッティの遺した録音に含まれる歌曲やアリアの曲目は以下のオペラのものである。「フィガロの結婚」、「ドン・ジョヴァンニ」、「ファウスト」、「マルタ」、「ノルマ」、「ミニョン」、「夢遊病の女」
録音を製作したのはHMVの前身であったグラモフォン社（Gramophone Company）である。パッティのピアノ伴奏を務めたランドン・ロナルドは、歌姫と共に臨んだ彼の初の録音セッションについてこう記した。「（蓄音機の）小さな傘から美しい音色が鳴り出すと、彼女は恍惚となった！彼女は蓄音機に投げキスを送りつつ、（フランス語で）こう言い続けた。『あぁ！神よ！私は今なぜ自分がパッティとして存在するのか理解しました！そうです！なんていう声！なんていう芸術家！何もかもわかりました！』彼女の熱狂具合は実に純粋で本当のものであった。というのも彼女が自分の声を称賛しているという事実は、我々全員にも全くその通りであると思われたほどだったからである。」
32のパッティの録音が1998年にマーストン・レコーズ（Marston Records）からCDで再発売されている。（カタログ番号 52011-2）

## 私生活

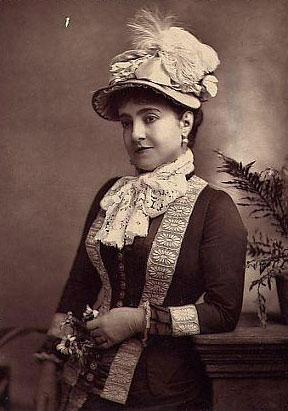
パッティ

パッティの私生活は歌手としての生活ほどには上手くいかなかったものの、多くのオペラ歌手ほどに悲惨なものではなかった。彼女がテノール歌手のジョバンニ・マリオと恋愛関係にあったと考える者もいる。マリオはパッティの最初の結婚式で、自分が既に「花嫁と何度も関係を持った」と吹聴して回っていたと言われている。
未成年で街の男爵（Baron of Ville）のアンリ・ド・ロッシ（Henri de Lossy）と婚約したパッティは、3回の結婚を経験する。1度目は1868年のアンリ・カウザック（Henri de Roger de Cahusac 1826年 – 1889年）とのもので、すぐに破綻する。共に不倫をしていたことが原因で、夫アンリが1877年に合法的な別離を受諾し1885年に離婚が成立した。夫婦の絆は辛酸のもとに消えうせ、パッティは財産の半分を失った。
離婚後、次に彼女はエルネスト・ニコリーニと生活を共にし、1886年に結婚に至る。この結婚生活は彼の死まで幸福に包まれたものと思われたが、ニコリーニは遺書からパッティを外しており、晩年に2人の間に確執が生じたことを窺わせる。
パッティの最後の結婚は1899年のロルフ・セデルストレム男爵（Rolf Cederström 1870年 - 1947年）とのものであった。彼女よりも何歳も年下であった彼は、気取り屋ではあったがハンサムなスウェーデンの貴族であった。男爵はパッティの社会生活を厳しく切り詰めた。彼は彼女の召使いを40人から18人に減らしたが、彼女が必要とする愛情や甘い言葉を与えることで唯一の遺産相続人となった。パッティの死後、彼はずっと若い女性と結婚している。この2人の一人娘であるブリタ・イヴォンヌ・セデルストレム（Brita Yvonne- 1924年生）が、パッティのただ1人の跡取りとなった。パッティ自身には子どもはいなかったが、彼女は甥や姪と親しかった。トニー賞を受賞したブロードウェイの女優かつ歌手のパティ・ルポンはパッティから3代離れた姪であり、彼女にちなんだ名前をもらっている。ドラマーのスコット・デヴォースは彼女の4代離れた甥である。
引退後、公式にセデルストレム男爵夫人となったパッティは、南ウェールズのTawe川近くに夜岩城を購入してそこに落ち着いた。彼女はここにバイロイト祝祭劇場の縮小版である自分の私的な劇場を建設し、そこでグラモフォン社の録音が行われた。
パッティはまたニース・アンド・ブレコン鉄道の夜岩/ペンウィルトの駅舎に出資した。1918年にはスウォンジ市に対し、夜岩の土地からウィンター・ガーデンの建物を寄付している。その建物は建て替えられ、パッティ・パヴィリオンと改名された。彼女は夜岩で最期を迎え、8ヵ月後にパリのペール・ラシェーズ墓地で彼女の遺言での希望通りに、父とお気に入りの作曲家だったロッシーニの近くに埋葬された。

## 声質
パッティの声は温かく、透明感があり、そして非常に素早いコロラトゥーラソプラノであった。彼女の声の出し方は完全な均一性を保っており、広い声域はロウCからハイF（C4 - F6）に及んだ。彼女の技術について批評家のロドルフォ・セレッティはこう述べている。「彼女の声は技術的に驚異的である。スタッカートの正確性は驚くべきもので、一筋縄ではいかない間を挟んでも、彼女のレガートは滑らかさと純粋さが際立っていた。彼女は音から音へ、フレーズからフレーズへと類い稀な技巧による持ち上げと滑り込みで声を繋いでいた。彼女の半音階のスケールは実に甘美で、トリルは素晴らしく堅牢なものだった。」

## パッティを題材にした作品
パッティは様々な文学、音楽作品に霊感を与えている。
- オッフェンバックの「パリの喜び（英語版）」（1866年）には次のような一節がある。
"Je veux, moi, dans la capitale
Voir les divas qui font fureur
Voir la Patti dans Don Pasquale[注 24]
Et Thérésa dans le Sapeur"
- オスカー・ワイルドの「ドリアン・グレイの肖像」
- エミール・ゾラの「ナナ」
- レオポルド・アラス[注 25]の「ボローニャ」
- ジュール・ヴェルヌの「空中の村 Le Village aérien」
- 明治時代の日本からイングランドに輸入されたツバキの一品種に、彼女の名にちなんでAdelina Pattiという品種名がつけられた。文献上の初出は1889年。本来の日本名は不明。[12]